# Цагарели, Александр Антонович
Александр Антонович Цагарели (1844—1929) — писатель и учёный-филолог, педагог высшей школы.

## Биография
Родился 27 ноября (9 декабря) 1844 года в семье священника. Грузин по происхождению.
После окончания в 1865 году Тифлисской духовной семинарии поступил в последний VII класс Тифлисской гимназии. С 1866 года в течение двух лет слушал лекции на историко-филологическим факультете Санкт-Петербургского университета. Затем заболел и врачи рекомендовали ему покинуть столицу. Образование он продолжил осенью 1868 года на филологическом отделении философского факультета Мюнхенского университета. Весной 1869 года перешёл в Тюбингенский университет, где кроме филологии занялся восточными языками — армянским, арабским, персидским и, наиболее интенсивно — санскритом у профессора Рота. С 1870 года он занимался уже в Венском университете, где к прежним предметам добавились турецкий и грузинский языки (у Захау и Мюллера).
Вернувшись в Россию, в 1871 году он выдержал экзамен по грузино-армянскому разряду факультета восточных языков Санкт-Петербургского университета и представив диссертацию «Амазонки в истории и поэзии» получил степень кандидата университета; 9 марта 1872 года, после защиты диссертации pro venia legendi: «Сравнительный обзор морфологии Иберийской группы кавказских языков» (СПб., 1871) был определён приват-доцентом в Санкт-Петербургский университет по вакантной кафедре грузинской словесности; 2 апреля 1874 года он защитил магистерскую диссертацию: «О грамматической литературе грузинского языка» (СПб., 1873) и в том же году был назначен доцентом; 20 октября 1880 года защитил докторскую диссертацию: «Мингрельские этюды. I выпуск. Мингрельские тексты с переводом и объяснениями» (СПб., 1880; французский перевод: Одесса, 1883); II выпуск — «Опыт фонетики мингрельского языка» (СПб., 1880).
В 1886 году стал экстраординарным профессором по уже соединённой кафедре грузинской и армянской словесности факультета восточных языков Петербургского университета; 1 января 1890 года был утверждён ординарным профессором и в этой должности находился до 1916 года.
Был награждён орденами Святого Владимира 3-й степени (1901) и Святого Станислава 1-й степени (1905), светло-бронзовой медалью «В память 300-летия царствования Дома Романовых» (1913).
Последние годы жизни провёл в Грузии. С 1920 по 1929 год — заслуженный профессор философского факультета Тбилисского университета.

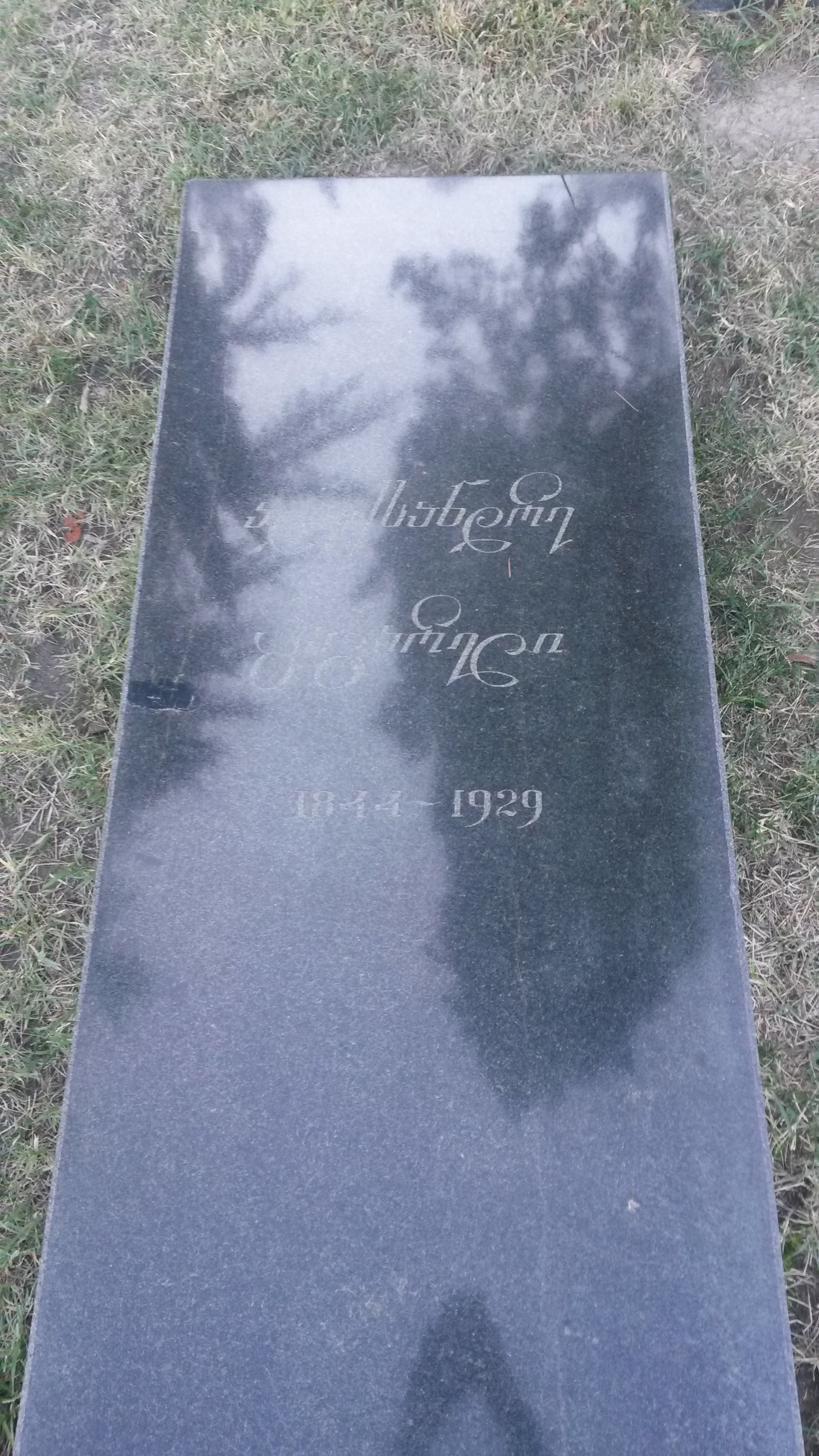
Могила Цагарели

Умер 12 ноября 1929 года. Похоронен в Пантеоне Мтацминда.